# Pátzcuaro (Baja California)
Pátzcuaro o Ejido Pátzcuaro es una localidad de la delegación Guadalupe Victoria, en el municipio de Mexicali, Baja California. Tenía una población de 1513 habitantes en el año 2010 y se encuentra enclavada en la zona del Valle de Mexicali. 

## Geografía
Se encuentra aproximadamente en el centro de la zona del Valle de Mexicali en las coordenadas 115° 3′ 57″ longitud oeste y 32°21'05" latitud norte, en promedio el poblado tiene altitud de 18 m s. n. m.  Está conectada con el resto del municipio principalmente por la carretera estatal n.º 3, la cual conecta al norte con la carretera federal 2 a la altura de Batáquez y en el extremo sur con la carretera estatal n.º 4. Se encuentra a menos de un kilómetro al sur de Lázaro Cárdenas (La Veintiocho) y a poco más de 250 metros al norte del poblado Alfredo V. Bonfil.  La cabecera delegacional, Ciudad Guadalupe Victoria, se encuentra a poco más de 6 km al sur y la ciudad de Mexicali se encuentra al noroeste, el trayecto que los separa, por las carreteras estatal 3 y federal 2, es de aproximadamente 43 kilómetros.